# Jägersruh (Bad Berneck im Fichtelgebirge)
Jägersruh ist ein Gemeindeteil der Stadt Bad Berneck im Fichtelgebirge im Landkreis Bayreuth (Regierungsbezirk Oberfranken, Bayern). Jägersruh liegt in der Gemarkung Wasserknoden.

## Lage
Bei der Einöde liegt im Tal des Knodenbachs, eines rechten Zuflusses der Ölschnitz. Die Kreisstraße BT 49 führt nach Wasserknoden (0,6 km nördlich) bzw. nach Hohenknoden (0,5 km südlich).

## Geschichte
Der Ort wurde in der ersten Hälfte des 20. Jahrhunderts auf dem Gemeindegebiet von Wasserknoden gegründet. Auf einer topographischen Karte des Jahres 1939 wurde er erstmals verzeichnet. Am 1. Juli 1972 wurde Jägersruh im Zuge der Gebietsreform in Bayern nach Bad Berneck im Fichtelgebirge eingemeindet.

### Einwohnerentwicklung
| Jahr      | 001950 | 001961 | 001970 | 001987 |
| Einwohner | 16     | 8      | 12     | 13     |
| Häuser    | 2      | 3      |        | 2      |
| Quelle    | [ 9 ]  | [ 10 ] | [ 11 ] | [ 1 ]  |

## Religion
Die Katholiken sind nach St. Jakobus der Ältere (Marktschorgast) gepfarrt, die Protestanten sind nach (Bad) Berneck im Fichtelgebirge gepfarrt.